# Tarfe
Tarfe (en griego, Τάρφη) es el nombre de una antigua ciudad griega de Lócride, que fue mencionada por Homero en el Catálogo de las naves de la Ilíada, donde se la sitúa a orillas del río Boagrio.
Estrabón la ubica a veinte estadios de la ciudad de Tronio. Añade que su territorio era fértil y de abundantes árboles y que cambió de nombre para pasar a llamarse Fárigas. Allí había un templo de Hera Farigea y sus habitantes decían ser colonos procedentes de Argos.
Más tarde la población volvió a cambiar de nombre y se llamó Bodonitsa.